# NightCaster
NightCaster est un jeu vidéo d'action-aventure développé par VR1 Entertainment et édité par Microsoft Game Studios, sorti en 2001 sur Xbox.
Il a pour suite NightCaster II: Equinox.

## Accueil
- Jeux vidéo Magazine : 9/20[1]